# Iveta Mukuchian
Iveta Mukuchian (Armeens: Իվետա Մուկուչյան) (Jerevan, 14 oktober 1986) is een Armeens zangeres.

## Biografie
Mukuchian werd in 1986 geboren in Jerevan, in de toenmalige Sovjet-Unie. In 1992 verhuisde ze met haar gezin naar de Duitse stad Hamburg. In 2009 keerde ze terug naar haar geboorteland, waar ze studeerde aan het Staatsconservatorium van Jerevan. In 2010 nam ze deel aan Hay Superstar, de Armeense versie van Idool. Ze eindigde op de vijfde plaats. Twee jaar later nam ze deel aan de Duitse versie van The Voice, waar ze uitgeschakeld werd in de eerste liveshow. In 2016 mocht ze Armenië vertegenwoordigen op het Eurovisiesongfestival 2016, in de Zweedse hoofdstad Stockholm, met het lied LoveWave. In de finale haalde ze de zevende plaats.